# Модрей
Модрей (на словенски: Modrej) е село в Словения, регион Горишка, община Толмин. Според Националната статистическа служба на Република Словения през 2015 г. селото има 291 жители.